# Hadena capsophoba
Hadena capsophoba là một loài bướm đêm trong họ Noctuidae.